# Rhinorhipidae
A Rhinorhipidae a rovarok (Insecta) osztályában a bogarak (Coleoptera) rendjébe, azon belül a mindenevő bogarak (Polyphaga) alrendjébe tartozó család.

## Rendszerezés
Egy leírt faja van az alcsaládnak:
Rhinorhipus (Lawrence, 1988)
Rhinorhipus tamborinensis (Lawrence, 1988)

## Fordítás
- Ez a szócikk részben vagy egészben  a   Rhinorhipidae című norvég Wikipédia-szócikk fordításán alapul.  Az eredeti cikk szerkesztőit annak laptörténete sorolja fel. Ez a jelzés csupán a megfogalmazás eredetét és a szerzői jogokat jelzi, nem szolgál a cikkben szereplő információk forrásmegjelöléseként.